# Biblioteca Națională a Republicii Moldova
Biblioteca Națională a Republicii Moldova (BNRM), cu sediul în municipiul Chișinău, este principala bibliotecă a statului care răspunde de conservarea, valorificarea și salvgardarea moștenirii culturale scrise. Biblioteca funcționează în conformitate cu principiile directoare UNESCO referitoare la acest tip de biblioteci; ea este parte componentă a Bibliotecii Digitale Europene. Biografia Bibliotecii Naționale începe la 22 august 1832, dată la care a avut loc inaugurarea Bibliotecii Publice Guberniale a Basarabiei. În prezent, Biblioteca Națională este unul din obiectivele de valoare deosebită ale patrimoniului național și prezintă tezaurul moștenirii culturale scrise și imprimate a Republicii Moldova. Biblioteca asigură accesul publicului larg la colecțiile sale în scop de cercetare, studiu și/sau informare. Biblioteca este accesibilă tuturor cetățenilor care au atins vârsta de 14 ani.
Din 1992 până în ziua decesului său, 8 aprilie 2015, funcția de director al Bibliotecii Naționale a fost exercitată de Alexe Rău, doctor, bibliolog, filozof, poet și eseist. Din 2015 și până în prezent, funcția de director general al Bibliotecii Naționale este exercitată de către Elena Pintilei.

## Misiune
Biblioteca Națională este instituție de stat în subordinea administrativă a Ministerului Culturii al Republicii Moldova. Biblioteca își desfășoară activitatea în baza principiilor autonomiei, libertății, neangajării politice și identității culturale naționale, legislației în vigoare și statutului său.
BNRM efectuează:
- completarea, deținerea și punerea la dispoziția utilizatorilor a unei colecții cât mai complete de ediții naționale, publicații străine valoroase, manuscrise, materiale audiovizuale și multimedia etc.;
- conservarea memoriei naționale cuprinse în patrimoniul imprimat, furnizarea ei către beneficiari și transmiterea către generațiile noi;
- valorificarea științifică a colecțiilor patrimoniale de care dispune.

## Istorie

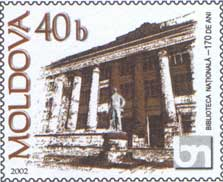
Biblioteca Națională pe un timbru din Republica Moldova

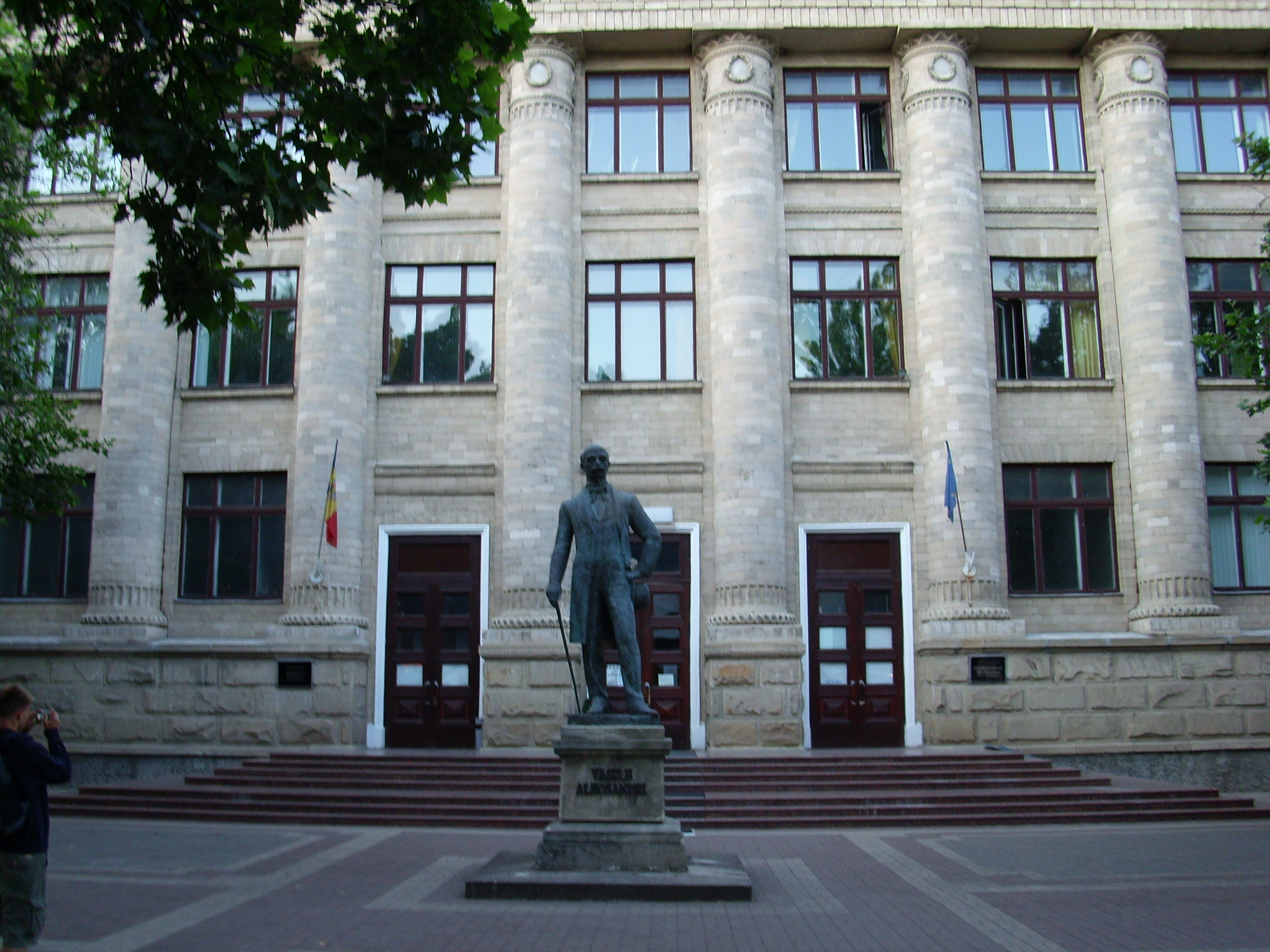
Statuia lui Vasile Alecsandri în fața clădirii Bibliotecii Naționale

Biblioteca Publică Gubernială din Chișinău (ulterior Biblioteca Publică din Chișinău) a fost înființată de jure în 1830, printr-o dispoziție-acord a Ministerului de Interne al Rusiei care rămâne fondator al bibliotecii până în 1917. Inaugurarea ei a avut loc în august 1832, în timpul aflării în exercițiul funcțiunii a guvernatorului A.I. Sarokumski. Cel care a organizat căutarea sediului, achiziționarea de fonduri de carte și inaugurarea ca atare a instituției a fost tutorele (epitropul) ei, doctorul în drept Petru Manega, originar din București. Primul bibliotecar a fost Gavriil Bilevici, un intelectual cu studii făcute la Cernăuți, profesor la Gimnaziul nr.1 de băieți din Chișinău, unde a fost găzduită un timp biblioteca. La baza fondului inițial de documente au stat cărțile procurate de la colonelul I.P. Liprandi, de la Kelhner și de la profesorul Arhanghelski, de asemenea publicațiile donate de către G. Polonski și Balen de Bal. Pentru organizarea funcționării Bibliotecii chișinăuiene, directorul școlilor din regiune, Grinevici, a adoptat Regulamentul Bibliotecii Publice din Odesa. 
În 1831, negustorul Bogaciov pune la dispoziția Bibliotecii Publice din Chișinău una din casele sale în care a și fost inaugurată Biblioteca. În 1832, negustorul I. Kriukov cumpără casa lui Bogaciov și propune bibliotecii să prelungească contractul de închiriere până la 1853. După ce Petru Manega a obținut în 1832 banii necesari pentru reînnoirea arendei casei lui Kriukov, Biblioteca a rămas acolo până în 1834, în trei camere mici. În 1835, Petru Manega închiriază pentru Bibliotecă o clădire nouă, construită de același negustor Bogaciov, vizavi de bulevardul orășenesc, care însă nu avea intrare din stradă. Următorii bibliotecari – Kozlov, Saburov, Tanski – încearcă, fără să reușească, o îmbunătățire a condițiilor de funcționare a instituției. Presa vremii consemna în acei ani că sediul bibliotecii era în fosta clădire a Administrației Guberniale, astăzi str. M. Kogălniceanu, fapt care rămâne a fi elucidat.
Abia după 1857, noul bibliotecar Venedict Beller, profesor de germană și matematică la Gimnaziul nr.1, a reușit să-l convingă pe guvernatorul Fonton de Verraion că biblioteca nu mai poate rămâne în stare de provizorat. În 1860, Biblioteca este transferată într-un spațiu frumos în situl ocârmuirii guberniale, situat în perimetrul actualei USM. V. Beller se ocupă de trecerea la inventar și de aducerea la cunoștința publicului a componenței colecției și de asigurarea accesului la ea. Anul 1860 a fost numit în presa vremii Anul bibliotecii lui Beller. 
Din cauza lipsei de finanțe, la cererea administrației guberniale, în 1869 biblioteca a fost trecută la finanțarea orașului. În 1877, conform ordonanței Ministerului de Interne, Biblioteca cu tot patrimoniul său este mutată în sediul Dumei orășenești.
În august 1940 în nou-creata RSSM la Chișinău se instituie Biblioteca Republicană, care a fost amplasată în sediul fostei Biblioteci Centrale românești evacuate deja peste Prut. În perioada 1918-1940 însă, așa cum arată istoricul Gheorghe Buluță, din ordinul guvernului român se adunau din bibliotecile rusești din Basarabia câte 2 exemplare de cărți vechi și rare pentru a fi depozitate în colecții prestigioase din România. 
În vara anului 1961, pe timpul directoratului lui Alexandru Chirtoacă, Biblioteca se mută în actualul bloc central al BNRM. Inaugurarea acestui edificiu a fost unul din cele mai mari evenimente din istoria postbelică a Moldovei. În 1987, în virtutea creșterii vertiginoase a fondurilor care depășeau de trei ori capacitatea proiectată pentru sediul central, Biblioteca a obținut blocul A al fostului Seminar Teologic din Chișinău, abandonat de către Institutul Politehnic după cutremur ca fiind în stare avariată. În perioada directoratului lui Alexei Rău, administrația Bibliotecii a depus eforturi mari în vederea obținerii resurselor necesare, organizării reparației capitale și restaurării acestei clădiri, care are o istorie de peste 100 de ani. 
În 1990, prin hotărârea Ministerului Culturii al RSSM, Bibliotecii i se atribuie denumirea de Biblioteca Națională a Republicii Moldova. Din 1992, Biblioteca Națională traversează faza unei reforme complexe. Schimbarea la față a bibliotecilor moldovenești, depolitizarea, deideologizarea lor, includerea în procesul de renaștere națională etc. – acestea sunt câteva dintre obiectivele trasate după declararea Independenței Republicii Moldova. Ministerul Culturii a constituit o comisie din 28 de experți care a elaborat modelul strategic al sistemului național de biblioteci și noua concepție a Bibliotecii Naționale. De atunci încoace, s-au realizat o serie de proiecte de anvergură, care au contribuit la schimbarea imaginii bibliotecii în societate și realizarea unor performanțe deosebite. Biblioteca a inițiat și a organizat acțiuni de anvergură cu impact major asupra bibliotecilor din țară. Aceasta a deschis noi perspective în planul afirmării Bibliotecii ca instituție cultural-științifică de prestigiu în țară și peste hotarele ei. 
În 2002, pentru rezultate excelente în domeniul calității serviciilor prestate și pentru implementarea metodelor efective de conducere Comitetul organizatoric al Proiectului «UNIUNEA EUROPEANĂ – SEC. XXI» a conferit BNRM și directorului general al Bibliotecii, dlui Alexei Rău, decorația internațională «Clasa europeană a calității» la categoriile «Instituția secolului XXI» și «Conducătorul secolului XXI».

### Directorii Instituției
Directorii Bibliotecii de-a lungul timpului:
- Gavriil Bilevici (1832-1835)
- Nicolai Kozlov (1835-1846)
- Mihail Saburov (1846-1847)
- Ivan Tanski (1848-1855)
- Platon Globaciov (IX-XII, 1852)
- Botean (1855-1856)
- Petru Șușchevici (1856-1857)
- Venedict Beller (1857-1871)
- Kurkovskaia (1871-1877)
- Daria Harjevskaia (1884-1924)
- Maria Arionescu (1931-1934)
- Elena Nițescu (1934-)
- Adel Cernovițkaia (1944-1946)
- Ignatie Teleuță (1946-1948)
- Alexandr Suhomlinov (1948-1955)
- Ion Borș (1956-1959)
- Alexandru Chirtoacă (1959-1963)
- Gheorghe Cincilei (1963-1964)
- Petru Ganenco (1965-1983)
- Grigore Sudacevschi (1984-1987)
- Tatiana Levandovskaia (1987-1992)
- Alexei Rău (1992–2015)
- Elena Pintilei (2015–)

## Colecții
Una din misiunile principale ale BNRM este constituirea, păstrarea și punerea la dispoziția utilizatorilor a unei colecții cât mai complete de ediții naționale și publicații străine valoroase. Colecțiile sunt completate prin depozitul legal, prin cumpărare, donații, precum și prin schimb interbibliotecar. Anual fondul Bibliotecii crește cu 13-14 mii de documente. BNRM este păstrătoarea unui valoros fond de documente volumul căruia constituie 2,5 mln. unități în 30 de limbi. Orizontul tematic și lingvistic al colecțiilor este universal. Colecțiile BNRM cuprind diferiți purtători de informații: tradiționale (monografii, seriale) și netradiționale (discuri, benzi magnetice, microfilme, hărți, documente electronice etc.). 

### Colecția de carte veche și rară
Colecția conține peste 21 de mii de documente: opere eminente prin autori, măiestrie grafică, valoare bibliofilă și constituită din cărți manuscrise, carte veche românească tipărită în centre tipografice din țară și de peste hotare, cărți în limbi străine editate până la 1725, ediții princeps și antume, cărți cu o prezentare poligrafică și artistică deosebită, cărți cu ex-libris, curiozități tipografice, colecții personale, publicații periodice vechi etc. 
Colecția cuprinde cărți care au făcut parte din fondul inițial, cel din 1832[9], când a fost inaugurată biblioteca. Printre ele un loc aparte îl ocupă cărțile generalului Liprandi, dar și două volume de Aristotel, comentate de Donati Acciaioli și de Simplicius, cele mai vechi cărți din colecțiile Bibliotecii, opere care ne leagă de epoca incunabulelor și ne include astfel în concertul celor mai valoroase biblioteci europene.
Biblioteca deține ediția a doua a Cazaniei lui Varlaam (prima carte scrisă și tipărită în Moldova, la Trei Ierarhi, în 1643), editată la Râmnic (Muntenia) în 1792; Apostolul, editat la București în anul 1683, Descrierea Moldovei a lui Dimitrie Cantemir în versiune germană (1771), rusă (1789), românească (1825); Trebnicul lui Petru Movilă, editat în 1646 și ilustrat de gravorul Ilie. 
Fondul de manuscrise include cca 200 de unități, 43 din ele fiind ediții facsimile. Semnalăm celebrul monument de cultură și artă românească, Evangheliarul slavo-grecesc, copiat la Mănăstirea Neamț în 1429 de călugărul Gavriil Uric (microfilm). Dintre celelalte manuscrise: De neamul moldovenilor, din ce țară au ieșit strămoșii lor, scris în anii 1680-1691 în limba română de către Miron Costin (microfilm); copiile manuscriselor Aritmologhion (1672), Hrismologhion (1673) și Vasiliologhion (1673) de Nicolae Milescu Spătarul; un Pateric scris în Mitropolia din Chișinău de monahul Manasie în 1816 (original). 
Colecția de cărți cu autografele scriitorilor, savanților, altor personalități este un obiect de interes pentru mulți bibliofili. Cele mai prețioase autografe aparțin personalităților: Vasile Alecsandri, Dumitru Moruzi, Leon Boga, Paul Mihail, G.O. Zlatov, N. Moghileanski, Ioan G. Sbiera ș.a. Imaginea nouă ce și-a creat-o BNRM în țară și peste hotare contribuie la alegerea de către diferite personalități marcante sau de către rudele acestora a Bibliotecii drept loc de conservare și de punere la dispoziția generațiilor viitoare a unor importante biblioteci particulare. În acest scop, în cadrul colecțiilor speciale sunt constituite fonduri ale acestor personalități. Cele mai reprezentative sunt: biblioteca familiei Bârsan, familiei Balmuș, a lui Anton Crihan, Alexandru Sturdza, Nicolai Moghileanski.
Arta miniaturală a ex-librisului conferă colecției multiseculare a Bibliotecii o prestație aparte. Cele mai vechi ex-librisuri datează din secolul XVII. Un loc aparte îl ocupă cărțile vechi cu coperte deosebite (de metal, pergament, mătase etc.), cărți cu o prezentare grafică originală, cărți-mamut și ediții liliput, cărți cu tiraje reduse etc.

### Audiovideoteca
Audiovideoteca posedă o colecție unică, cea mai bogată din Moldova, de înregistrări sonore (26 de mii), documente de muzică tipărită (66 de mii), cărți și publicații periodice din domeniul muzicii. Colecția include toate genurile de muzică clasică și modernă. Aici sunt prezente creații muzicale din diferite timpuri ale diferitor popoare.

### Colecție de arte și hărți
Colecție de arte și hărți inserează 193 mii de documente, inclusiv albume, reproduceri de artă, afișe, cărți poștale, stampe, fotografii etc. Extrem de variată este colecția de albume de artă, însumând lucrări din toate domeniile artelor. Printre rarități sunt: albume din seria „Classici dell’arte Rizzoli”, cărți poștale unice, seria de enciclopedii și dicționare de artă.

### Colecția Moldavistica
Colecția Moldavistica este constituită din circa 15 mii de documente și asigură informațional și documentar utilizatorii interesați de procesele social-politice, economice și culturale în Republica Moldova văzută din exterior. Colecția include documente despre Moldova, editate pe teritoriul republicii și în afara hotarelor ei.

### Biblioteca de referință
Biblioteca de referință reprezintă cea mai valoroasă colecție de enciclopedii, dicționare, bibliografii, reviste de referate, cataloage, cărți de adrese, îndrumare, ghiduri, legi, acte normative, comunicate oficiale, anuare statistice în diferite limbi ale lumii (circa 60 mii de volume).

### Colecția Literaturile lumii
Colecția Literaturile lumii conține aproximativ 60 mii de documente. Destinația colecției: asigurarea informațională și documentară a cercetătorilor în domeniul literaturii universale. Colecția cuprinde publicații despre literatura universală în general, documente despre evoluția literaturilor și limbilor din țările lumii.

### Colecția de Publicații / publicații seriale
Este una dintre cele mai voluminoase din bibliotecă – 612 mii volume – și include reviste (5 mii de titluri), ziare (2,5 mii de titluri), serii de rapoarte și alte lucrări ale instituțiilor științifice etc.

### Biblioteca ONU
În anul 2000, Bibliotecii Naționale i s-a conferit statutul de bibliotecă - depozitar al materialelor și publicațiilor Organizației Națiunilor Unite în Republica Moldova. În prezent, colecția ONU conține circa 3 mii de documente, în limbile engleză și franceză.

### Utilizarea Bibliotecii
Utilizatorii BNRM pot deveni persoane, care au atins vârsta de 17 ani. Permisul de intrare se eliberează pe un termen de 5 ani și este supus reînregistrării la începutul fiecărui an. Înscrierea, precum și reînregistrarea utilizatorilor se face în baza următoarelor acte: buletinul de identitate, legitimație de serviciu, carnet de student, legitimație de pensionar.
Disponibilitatea colecțiilor este asigurată pentru utilizatori prin împrumutul documentelor în sălile de lectură, împrumutul interbibliotecar și împrumutul documentelor la domiciliu (pentru unele categorii de utilizatori).
În cazul în care utilizatorii nu găsesc informația necesară în localitate sau în țară, ei pot apela la alte biblioteci, inclusiv din alte state, prin intermediul Împrumutului interbibliotecar 

### Săli de lectură
În BNRM funcționează 11 săli de lectură pentru utilizatori, nouă dintre ele sunt specializate. În sălile de lectură pot consulta documentele simultan 480 de utilizatori. 
| Localizare     | Denumirea sălii de lectură                             | Nr. locuri | Servicii oferite |
| -------------- | ------------------------------------------------------ | ---------- | --- |
| Blocul central | Sala de lectură nr. 1 cu profil universal              | 100        | Consultarea documentelor |
|                | Sala de lectură nr. 2 cu profil universal              | 100        | Acces la catalogul on-line, Internet, baze de date; acces liber la colecția ONU și OSCE; asistență în regăsirea informației, îndrumarea utilizatorilor                                |
|                | Sala literaturii de referință                          | 36         | Acces la colecția de referință, referințe și cercetări bibliografice la cerere, acces la Internet                                                                                     |
|                | Sala de Cataloage                                      | 24         | Asistență în regăsirea informației, acces la cataloagele alfabetic și sistematic pentru public, la catalogul analitic ș.a                                                             |
|                | Moldavistica                                           | 14         | Acces la publicațiile despre Moldova editate pe teritoriul republicii și în afara hotarelor ei; acces la Internet, cercetări bibliografice                                            |
|                | Publicații seriale                                     | 50         | Acces la ziare, reviste, anuare etc. în format tradițional și electronic; xerocopierea publicațiilor                                                                                  |
|                | Literaturile lumii                                     | 36         | Acces la documente despre literatura universală, la Internet, CD-ROM-uri, baze de date, cataloage ale serviciului                                                                     |
|                | Centrul Pro-Euro-pean de Servicii și Comunicare        | 22         | Acces la documente și publicații ale organismelor europene, precum și accesul la bazele de date europene                                                                              |
| Blocul nr. 2   | Carte veche și rară                                    | 24         | Acces la manuscrise, cărți vechi și rare, teze naționale de doctorat; acces la cataloage ale serviciului, la catalogul on-line                                                        |
|                | Colecție de artă și hărți                              | 32         | Acces la albume, reproduceri de artă, cărți poștale, stampe, hărți etc.; acces la Internet, asistență bibliografică                                                                   |
|                | Sala Audiovideoteca                                    | 20         | Acces la note muzicale, benzi magnetice, CD-Rom, DVD-ROM, casete, colecția de publicații din domeniul muzicii; asistență bibliografică; multiplicări audio, xerocopiere, scanare etc. |
|                | Centrul de informare și documentare în biblioteconomie | 30         | Acces la colecția de publicații din domeniul biblioteconomiei, acces la Internet. |

## Biblioteca Națională Digitală Moldavica
Fiind parte componentă a Bibliotecii Digitale Europene, în anul 2010, BNRM a lansat Biblioteca Națională Digitală Moldavica (BND). Această performanță este rezultatul acțiunilor și lucrărilor de cooperare și integrare efectuate de BNRM pe plan național și european. 
Primită în calitate de membru cu drepturi depline în Fundația Conferința Bibliotecilor Naționale Europene (CENL), BNRM devine în scurt timp și participantă la proiectul continental Biblioteca Digitală Europeană, misiunea căreia este de a digitiza moștenirea culturală scrisă a țărilor europene și de a organiza variantele electronice ale documentelor patrimoniale într-o bibliotecă digitală accesibilă în Internet.
Pe plan național, BNRM a inițiat și a elaborat, în colaborare cu 8 biblioteci mari, 5 muzee și cu Arhiva Națională, programul național Memoria Moldovei, circumscris programului UNESCO Memory of the World (Memoria Lumii), care are drept scop principal salvgardarea, conservarea și comunicarea către generațiile viitoare a moștenirii culturale scrise. Registrul programului cuprinde edițiile vechi și rare, manuscrisele, actele și documentele de arhivă, artefactele, obiectele muzeale care constituie nucleul patrimoniului național scris.
Pentru a se integra în TEL (Biblioteca Europeană) și a se compatibiliza cu ea sub toate aspectele logistice, tehnice etc., BNRM a participat în anii 2008-2009 la proiectul FUMAGABA, inițiat de CENL și finanțat de Comisia Europeană. Unul din donatorii UE, Agenția Elvețiană pentru Dezvoltare și Cooperare, a oferit BNRM un grant din contul căruia a fost achiziționat un scaner (ATIZ) și un server de mare capacitate pentru arhivarea documentelor digitale create. BND conține copiile digitale ale documentelor din 6 categorii de publicații patrimoniale din fondurile BNRM: manuscrise, carte veche, publicații periodice naționale vechi, hărți, cărți poștale, ex-librisuri. BND permite BNRM, pe de o parte, să prelungească viața fizică a originalelor prin limitarea accesului direct la ele, iar pe de alta – să deschidă o etapă nouă în ceea ce privește accesul populației la moștenirea culturală scrisă și imprimată, or, copiile digitale devin accesibile în Internet în orice localitate și în orice casă unde există un computer conectat la Internet. Fiind parte componentă a Bibliotecii Europene, BND poate fi accesată în orice țară europeană de pe site-ul TEL.

## Premiul Național GALEX
În 2011, BNRM în colaborare cu Liga Bibliotecarilor din Republica Moldova "Alexe Rău" a elaborat și a început implementarea unui nou sistem de gândire și acțiune în domeniul biblioteconomic, încununat de un sistem de evaluare și de premii naționale în domeniu – GALEX. Premiile CALEX sunt acordate în următoarele categorii: Cel mai bun bibliotecar din bibliotecile naționale, Cel mai bun bibliotecar din bibliotecile publice, Cel mai bun om politic susținător al bibliotecilor, Cel mai bun fondator de bibliotecă, Cel mai bun scriitor promotor al cărții și lecturii, Cel mai bun editor susținător al bibliotecilor, Cel mai generos mecena al bibliotecilor, Cel mai bun promotor și susținător al bibliotecilor, cărții și lecturii în mass-media, Cel mai bun proiect biblioteconomic, Cea mai bună lucrare în biblioteconomie. Primii laureați ai premiului național GALEX au fost: Raisa Melnic (șef secție, BNRM) și Maria Cudlenco (director, Biblioteca Publică Crihana Veche); Iurie Leancă, viceprim-ministru, ministrul afacerilor externe și integrării europene; Gheorghe Duca, președintele AȘM; Boris Focșa, ministrul culturii; Gheorghe Erizanu, scriitor; Anatol Vidrașcu, directorul Editurii „Litera”; Dorin Chirtoacă, primarul general al capitalei; Vasile Petrea, om de afaceri ș.a.

## Centrul Pro-European de Servicii și Comunicare
Inaugurat la 10 mai 2011, Centrul Pro-European de Servicii și Comunicare este o subdiviziune a BNRM și are scopul de a promova valorile europene și a sprijini procesul de integrare europeană a Moldovei. Întrucât Centrul acoperă atât segmentul privind Uniunea Europeană, cât și cel al Consiliului Europei, el promovează cooperarea acestor organisme europene care împartășesc aceleași idei, valori și principii, contribuind la construirea comună a unei Europe democratice. 
Biblioteca Centrului a fost constituită în baza bibliotecii Biroului de informare a Consiliului Europei în Moldova (1997-2010) și are drept scop informarea publicului larg despre valorile, activitățile și realizările Consiliului Europei în toate domeniile de activitate (drepturile omului, mass-media, educație, cultură, sport, tineret, sănătate, mediu înconjurător). Totodată, ea pune la dispoziție beneficiarilor documentele și publicațiile organismelor europene (convenții europene, recomandări, bunele practici identificate în statele membre). Centrul oferă utilizatorilor facilitățile unei săli de lectură, în care pot fi consultate peste 10 mii de documente și publicații ale organismelor europene și accesate bazele de date europene.

## Evenimente culturale
Fiind una din pârghiile de culturalizare a societății, BNRM are misiunea de a contribui la valorificarea patrimoniului cultural național prin promovarea unor politici culturale de anvergură. Fiind un adevărat laborator de idei în această direcție, ea caută permanent noi metode în realizarea activităților și noi forme de parteneriat. Anual BNRM organizează mai mult de 50 programe și manifestări culturale.
Evenimente anuale:
1. Salonul Internațional de Carte, întemeiat în anul 1992, s-a înscris printre cele mai de seamă evenimente ale vieții culturale și științifice, cu rezonanță în țară și peste hotarele ei. Salonul include: expoziția-târg a producției editoriale din ultimul an, trecerea în revistã și premierea realizãrilor în domeniul cãrții, acțiuni cultural-științifice de popularizare și valorificare a culturii scrise și imprimate.
2. Polipticul cultural-istoric și științific “Basarabenii în lume”, fondat în 1995, urmãrește scopul cercetãrii și valorificãrii personalitãților originare din Moldova și stabilite peste hotare. Se constituie din pãrți-ședinte care cuprind: simpozioane, sesiuni de comunicãri, expoziții, întâlniri, proiecții de filme, lansãri de carte ș.a.
3. Eminesciana se organizeazã în Ziua comemorării lui Mihai Eminescu. În program: expoziții din colecțiile Marilor Biblioteci și colecționari, simpozioane, conferințe literare, prezentări de cărți noi, premiere, filme ș.a.
4. Cenaclul literar “Miorița”, fondat în anii '60 ai sec. XX de către academicianul Mihai Cimpoi, popularizează valorile literaturii naționale și universale. Ședințele cenaclului includ: prezentãri de cãrți noi, discuții privind operele scriitorilor, consemnarea datelor memorabile și jubiliare din istoria literaturii.
5. Ateneul ”Moldova” include conferințe ale celor mai distinse personalitãți din domeniul științei, literaturii și artei din Republica Moldova pe teme legate de trecutul, prezentul și viitorul nostru.
6. Salonul de Artă popularizeazã toate genurile importante de artã vizualã, prin vernisaje de expoziții personale și tematice ale artiștilor plastici din Republica Moldova, prezentarea de albume și filme despre artã, lansãri de carte etc.
7. Salonul Melomanilor urmărește cultivarea publicului meloman din Republica Moldova. Ședințele salonului sunt dedicate studierii istoriei și teoriei muzicii, profilurilor de creație ale compozitorilor și interpreților etc.
8. Auditorium urmãrește scopul familiarizãrii publicului cititor mai puțin versat cu istoria culturii și civilizației, viața și opera celor mai importanți creatori de științã și artã, prin organizarea lecțiilor și conferințelor, prezentãrilor bibliografice destinate elevilor și studenților.
9. Cenaclul Literar Republica include lansări de carte, proiecții de filme, discuții, întâlniri, lecturi etc.
10. Expozițiile-eveniment reprezintă un act de creație artistică și științifică, organizate lunar în colaborare cu ambasadele acreditate la Chișinău și uniunile de creație.

În 2011 a avut loc primul Festival Național al Cărții și Lecturii patronat de UNESCO prin comisia sa națională și organizat de Ministerul Culturii, BNRM, în partenierat cu Ministerul Educației, Primăria mun. Chișinău, Uniunea Scriitorilor, Uniunea Artiștilor Plastici, Uniunea Editorilor, Societatea Bibliofililor, direcțiile/secțiile cultură din teritoriu. Scopul Festivalului: trecerea în revistă și stimularea activităților de promovare a cărții, lecturii, bibliotecii, bibliofiliei, desfășurate în biblioteci, școli, în familii, în comunitate; consolidarea rolului cărții și lecturii în dezvoltarea culturii și civilizației în comunitate, a valorilor naționale și locale; impulsionarea elaborării și realizării unor politici comunitare de succes în domeniul cărții, lecturii, informației.

## Activitatea editorială
Portofoliul anual de produse informaționale al BNRM include cca 30 titluri de publicații, unele din ele devenind o carte de vizită a bibliotecii: Bibliografia Națională a Moldovei (seriile: Publicații oficiale, Teze de doctorat, Moldavistica), Calendar Național, Biblioteconomia Moldovei: cadru de reglementare, Imaginea Republicii Moldova în străinătate, buletinul Cultura în Moldova, Cronica vieții politico-administrative, social-economice și culturale a Moldovei, colecția de materiale și documente Basarabenii în lume ș.a. În cadrul Proiectului editorial-poligrafic “Moldavica”, care se desfășoară pe parcursul a 15 ani, BNRM elaborează și editează următoarele colecții de publicații: Clasicii noștri, Plasticienii Moldovei, Compozitorii Moldovei, Clio & Byblon ș.a. Începând cu anul 2005, produsele editoriale ale BNRM pot fi accesate pe site-ul instituției.

## Sistemul Integrat de Biblioteci din Moldova (SIBIMOL)
SIBIMOL este unul din cele mai importante proiecte strategice în biblioteconomia și cultura Republicii Moldova în general. Autorul concepției și director al proiectului este Alexei Rău, director general al BNRM. SIBIMOL are misiunea de a integra bibliotecile informatizate din Republica Moldova într-o rețea națională prin intermediul Internetului. Partea principală, integratoare a sistemului o va constitui Catalogul electronic colectiv partajat, în care vor fi reflectate colecțiile și bazele de date ale tuturor bibliotecilor din Republica Moldova și care va fi accesibil în orice localitate.

## Biblioteca Națională în rețeaua de biblioteci
BNRM desfășoară multiple activități orientate spre consolidarea Sistemului Național de Biblioteci. Exercitând funcția de centru național de cercetare și dezvoltare în biblioteconomie și bibliologie, BNRM face studii și cercetări ce țin de istoria scrisului, cărții și tiparului în Moldova, istoria bibliotecilor, de sociologia cărții și a lecturii, analizează gradul de satisfacere a cerințelor informaționale și de documentare ale utilizatorilor bibliotecii, efectuează topul celor mai citite cărți ale anului, participă la organizarea concursurilor republicane.
BNRM desfășoară, de asemenea, manifestări științifice: simpozionul anual Anul bibliologic (o trecere în revistă a realizărilor științei și practicii bibliologice din anul trecut, propulsează idei și puncte de orientare pentru anul viitor) și simpozionul Valori bibliofile (cuprinde sesiuni de comunicări, întemeiate pe cele mai recente studii, cercetări și investigații asupra valorilor bibliofile, monumentelor literare, istoriei cărții și literaturii, expoziții, lansări de carte, recitaluri), conferințe științifice, mese rotunde etc.
La capitolul dezvoltarea în biblioteconomie, BNRM pune accentul pe oferirea unor instrumente noi de lucru pentru bibliotecile din teritoriu, asistența metodologică de specialitate a bibliotecilor, asigurarea consultativă și documentară a procesului de reorientare a activității bibliotecilor publice în vederea implementării serviciilor specifice conceptului Biblioteca 2.0.În domeniul valorificării și promovării experienței avansate un rol deosebit îi revine comunicării profesionale prin pagina Web a BNRM, lansarea unor bloguri, organizarea ședințelor în cadrul Clubului biblioteconomiștilor. BNRM elaborează o serie de publicații de informare profesională în ajutorul specialiștilor din domeniu: Magazin Bibliologic, Gazeta bibliotecarului, Buletin bibliologic și altele, acestea fiind accesibile atât în format tradițional, cât și electronic. BNRM asigură, de asemenea, funcționarea Centrului de Informare și Documentare în Bibliologie, care oferă bibliotecarilor, studenților etc. acces la publicații din domeniul biblioteconomiei și științei informării.

## Cooperarea la nivel național
Una din funcțiile majore ale BNRM este cooperarea cu bibliotecile publice la nivel național. În acest scop în 2010 a fost înființată Fundația Conferința Directorilor Bibliotecilor Publice (raionale, municipale, orășenești) – CoDiBiP Moldova. Domeniile-cheie de activitate:
- Crearea Sistemului Integrat al Bibliotecilor din Moldova;
- Crearea Catalogului general „Cartea Moldovei”;
- Împrumut și schimb de publicații;
- Elaborarea documentelor (programelor, proiectelor, regulamentelor etc.);
- Organizarea în comun a activităților cultural-științifice;
- Organizarea în colaborare cu Liga Bibliotecarilor a concursurilor naționale;
- Crearea Rezervei Naționale de Publicații;
- Recepționarea situațiilor statistice de la bibliotecile publice și de la alte tipuri de biblioteci etc.

## Relații internaționale
Integrarea BNRM în sistemul informațional internațional se realizează prin relațiile de colaborare cu organisme internaționale, cum ar fi: IFLA (International Federation of Library Associations), UNESCO (United Nations Educational, Scientific and Cultural Organization), CENL  (Conference of European National Libraries), Biblioteca Mondială World_Digital_Library, BAE (Asociația Bibliotecară Euroasiatică) etc.
Colaborarea externă a BNRM la nivel bilateral se dezvoltă în baza unor acorduri bilaterale speciale. Biblioteca a semnat acorduri (protocoale) bilaterale de colaborare cu:
- Biblioteca Județeană Cluj ;
- Biblioteca Națională din Varșovia;
- Biblioteca Națională a Franței;
- Biblioteca de Stat a Rusiei;
- Biblioteca Națională a Bielorusiei ;
- Biblioteca Națională a României;
- Biblioteca Congresului SUA;
- Biblioteca Națională a Azerbaidjanului;
- Biblioteca Națională a Cehiei;
- Biblioteca Națională a Kazahstanului , etc.

Colaborarea cu bibliotecile din străinătate se bazează pe:
- schimbul internațional de publicații;
- împrumutul internațional de publicații;
- organizarea manifestărilor comune;
- efectuarea schimbului de producție editorială a bibliotecilor;
- schimb de experiență.

Începând cu anul 2006, la solicitarea diasporelor moldovenești din străinătate, BNRM participă la crearea unor biblioteci în Italia (Reggio Emillia), Grecia, Rusia, Ucraina, Portugalia prin completarea fondurilor acestora cu cărți și ediții periodice din Republica Moldova.
Siturile Bibliotecii Naționale
Biblioteca este amplasata în două situri:
- Sediul central „Vasile Alecsandri” (în 1997, în fața blocului a fost dezvelit monumentul clasicului literaturii române Vasile Alecsandri, sculptor Ion Zderciuc);
- Sediul nr. 2 „Alexe Mateevici". Această clădire în trecut a găzduit prima instituție de învățământ mediu religios din Basarabia, fondată la inițiativa mitropolitului Gavriil Bănulescu-Bodoni, în care a studiat preotul-poet Alexe Mateevici. În anii interbelici aici s-a aflat Facultatea de Teologie a Universității din Iași. Clădirea a fost restaurată la înc. sec. al XX-lea. Ea este un monument de arhitectură ocrotit de stat.